# Zipser Willkür

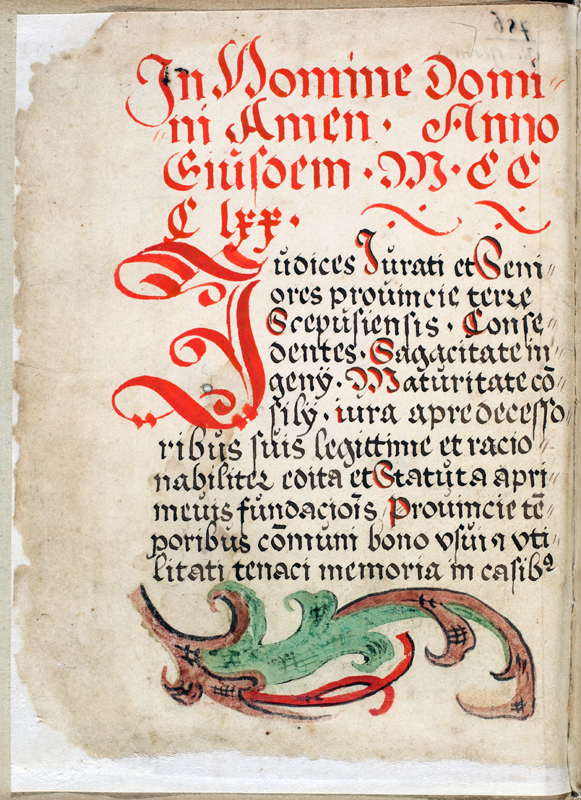
Prima pagină din Zipser Willkür

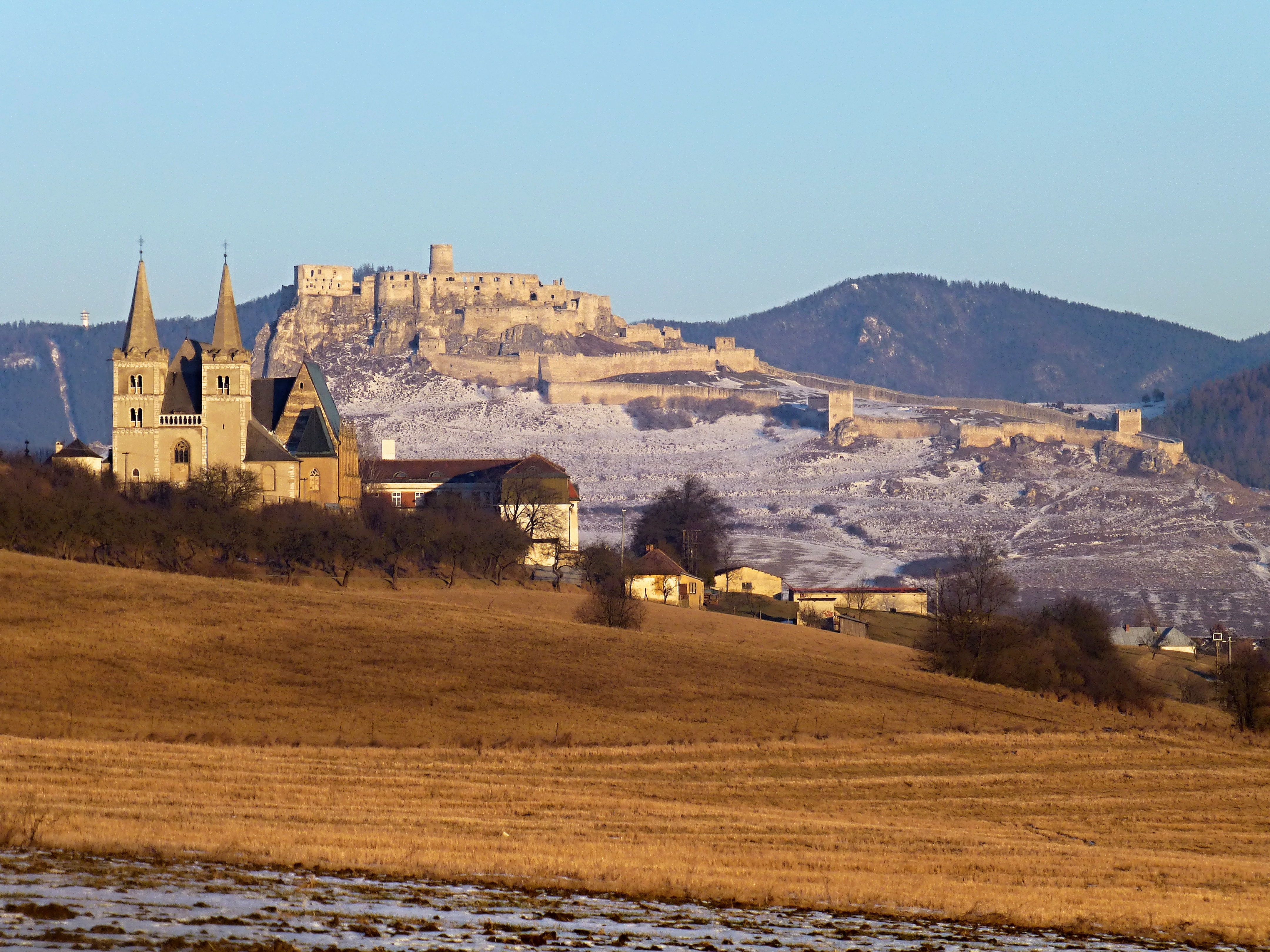
Spišská Kapitula (în Zipser Kapitel), un exemplu notabil de așezare germană a țipțerilor din Spiš (în Zips), Slovacia și castelul Spiš (în Zipser Burg) în apropiere, văzut iarna (acest monument istoric este înscris, de asemenea, pe lista patrimoniului mondial UNESCO).

Zipser Willkür (Dreptul administrativ din Zips) sau Zipser Recht (Dreptul din Zips), din termenul Mittelhochdeutsch (i.e. germana medievală) „wil(le)kur” (însemnând liber arbitru), ortografiat în trecut în limba germană de asemenea ca Zipser Willkhür, a fost un tip de lege medievală urbană germană (în germană Deutsches Stadtrecht) a germanilor zipser (țipțerilor) sau sașilor zipser (în germană Zipser, Zipser Deutsche sau Zipser Sachsen), un grup etnic german (parte a germanilor carpatini) care s-a stabilit în comitatul Szepes, Ungaria de Sus, Regatul Ungariei, acum Spiš (în germană Zips), nord-estul Slovaciei (precum și o mică parte din voievodatul Polonia Mică din sudul Poloniei) în Evul Mediu (mai precis în Evul Mediu Clasic). Această lege specială este cea mai veche lege germană urbană care a fost folosită în Slovacia medievală, aplicând astfel privilegiile orășenești acolo unde era în vigoare.

## Context istoric

Levoča (în Leutschau) a fost capitala sașilor zipser (i.e., țipțerilor) și a comitatului Szepes/Zips în Evul Mediu.

Zipser Willkür a oferit un anumit grad de autonomie locală acordată de monarhul maghiar așezărilor urbane locuite de germanii Zipser în comitatul lor din Regatul Ungariei în perioada medievală care s-a extins inclusiv spre satele constitutive aparținând orașelor în care legea a fost aplicată. Legea a fost ratificată de regele Ludovic I al Ungariei (cunoscut și sub numele de Ludwig cel Mare). Capitala comitatului Zips (sau comitatul Szepes) a fost Levoča (în germană Leutschau).
Germanii zipser (țipțerii) trăiesc pe teritoriul actual al Slovaciei încă din secolul al XII-lea (atunci Ungaria de Sus), făcând parte sau fiind implicați anterior, ca și alte grupuri constitutive ale diasporei germane din Europa Centrală și de Est (în germană Mitteleuropa), în procesul Ostsiedlung (sau „așezarea/colonizarea germană spre est” a unor părți semnificative din Europa Centrală și Europa de Est în timpul Evului Mediu Clasic). Aceștia sunt, de asemenea, înrudiți cu o altă comunitate germană din Europa Centrală și de Est cu rădăcini medievale, mai precis cu sașii transilvăneni (în germană Siebenbürger Sachsen) în Transilvania (în germană Siebenbürgen sau Transsilvanien), centrul României.